# Delaware, Ohio
Delaware är administrativ huvudort i Delaware County i delstaten Ohio och säte för Ohio Wesleyan University. President Rutherford B. Hayes födelsehus i staden raserades år 1926 och ersattes av en minnessten. Stenen ligger i dag framför en bensinstation. Delaware hade 34 753 invånare enligt 2010 års folkräkning.
I staden ligger Delaware County Fairgrounds Racetrack som sedan 1946 kört loppet Little Brown Jug för treåriga passgångare. Det är sedan 1956 är ett av de tre Triple Crownloppen inom amerikansk passgångssport.

## Kända personer från Delaware
- Rutherford B. Hayes, USA:s 19:e president
- F. Sherwood Rowland, kemist